# Federația Ecuadoriană de Fotbal
Asociația Ecuadorană de Fotbal este forul conducător al fotbalului ecuadorian. Organizează Serie A (Ecuador) și Echipa națională de fotbal a Ecuadorului.